# Jüdischer Friedhof Hinzweiler
Der jüdische Friedhof Hinzweiler im Landkreis Kusel in Rheinland-Pfalz war die Begräbnisstätte der Toten aus Bosenbach, Eßweiler, Oberweiler im Tal, Hinzweiler, Aschbach und, bis 1892, Lauterecken. Er wurde um 1800 angelegt, die letzte Bestattung fand in den 1920er Jahren statt. Der Friedhof ist ein geschütztes Kulturdenkmal.

## Geschichte
Gemäß der Inschrift am Tor des Friedhofsgeländes besteht er seit 1870. Doch schon bei der Erstellung des Urkatasters für Hinzweiler im Jahre 1845 gab der Vertreter der jüdischen Gemeinde Hinzweiler zu Protokoll, dass der Begräbnisplatz mit einer Größe von 47 Dezimal (etwa 1600 m²) und, notariell beglaubigt seit 1836, eine ebenso große benachbarte ehemalige Ackerfläche im Besitz der jüdischen Gemeinde Hinzweiler seien. Man nimmt an, dass er schon um 1800 angelegt wurde.
Zwischen den Dörfern gab es spezielle Wege, die den jüdischen Gemeinden gehörten, und auf denen auch die Toten zum Friedhof transportiert wurden. Bekannt ist ein „Judenweg“ zwischen Bosenbach über Jettenbach nach Eßweiler sowie zwischen Nerzweiler und Hinzweiler. Dieser wurde bei der Vermessung zum Urkataster 1842 irrtümlicherweise nicht in die Pläne aufgenommen, die Flächen wurden den Äckern zugeschlagen. 1859  beschwerten sich die jüdischen Gemeindevorstände beim Landkommissariat Kusel darüber, dass der alte Weg durch die Beackerung mittlerweile nur noch ein Fußpfad sei. 
1875 lebten in Hinzweiler keine Juden mehr, die dortige Synagoge wurde 1871 verkauft. Am 1. Dezember 1904 ging der Friedhof in den Besitz der Jüdischen Gemeinde Eßweiler, zu der auch die Juden aus Bosenbach und Oberweiler im Tal gehörten, über. Mit der Auflösung der jüdischen Gemeinde Eßweiler am 24. Januar 1906 ging der Friedhof in den Besitz der Jüdischen Gemeinde Kusel über. 
Ein Teil des Erlöses aus dem Verkauf der Synagoge in Eßweiler sollte für die Pflege des Friedhofes verwendet werden. 1908 besuchte der Synagogenausschuss Kusel den Friedhof, nachdem Klagen über die Verwahrlosung der Anlage laut wurden. Man kam damals jedoch zum Schluss, dass eine Umzäunung der offenen Nordseite des Geländes, das von Ackerflächen umgeben war und Haustieren als Weidefläche diente, nicht notwendig sei, da die Gräber umzäunt und dadurch geschützt seien. Man werde lediglich die Dornenhecke, die den Friedhof halbkreisförmig umschloss, zurückschneiden. Der Streit um die Pflege des Friedhofes zwischen den verbliebenen Juden aus Eßweiler und Oberweiler im Tal und der Gemeindeverwaltung in Kusel wurde bis zum Bezirksrabbiner getragen. Dieser forderte, nachdem er 1909 an einem Begräbnis in Hinzweiler teilgenommen hatte, den Kuseler Gemeindevorstand auf, den Friedhof instand zu setzen. 1910 wurde schließlich das gesamte Gelände durch einen Drahtzaun umschlossen. 
Bedingt durch die Abnahme der jüdischen Bevölkerung in den Dörfern, 1906 lebten in Eßweiler nur noch zwei jüdische Familien, nahm die Zahl der Bestattungen ab. Nach 1912 gab es nur noch 1922 ein Begräbnis. Im Nationalsozialismus kam es zu keinen Schändungen des Friedhofs, das Gelände wurde jedoch nicht weiter gepflegt und verwilderte zusehends. 

### Heutige Anlage
In den 1960er Jahren wurden die verbliebenen Grabsteine durch die Ortsgemeinde Hinzweiler zusammengetragen. Das jetzige Aussehen erhielt der Friedhof Anfang der 1970er Jahre. Damals wurden die aufgefundenen Grabsteine, insgesamt 57 Stück, die ursprünglich auf drei Standorte auf dem Gelände verteilt waren, neu in einer Zweierreihe aufgestellt, zur einfacheren Pflege wurden dabei jedoch die Grabumfassungen und Sockel nicht wiederhergestellt. Die Grabsteine bestehen zum Großteil aus Sandsteinplatten. Viele haben auf der Vorderseite hebräische und auf der Rückseite deutsche Inschriften, die stark verwittert und zum Teil kaum mehr lesbar sind. 
Heutige Eigentümerin ist die Jüdische Kultusgemeinde Rheinpfalz K.d.ö.R. mit Sitz in Speyer, die Pflege übernimmt die Ortsgemeinde Hinzweiler.